# Seznam památných stromů v okrese Kutná Hora
Toto je seznam památných stromů v okrese Kutná Hora, v němž jsou uvedeny památné stromy na území okresu Kutná Hora.
| Název                              | Obrázek | Umístění                                                                       | Druh                                                                  | Obvod [v cm] | Kód wikidata      | Galerie                                                                   | Poznámka |
| ---------------------------------- | --- | ------------------------------------------------------------------------------ | --------------------------------------------------------------------- | --- | ----------------- | ------------------------------------------------------------------------- | --- |
| Duby u Koukalky                    | | Bílé Podolí 49°58′19″ s. š., 15°28′ v. d.                                      | dub letní                                                             | & Chyba ve výrazu: Neočekávaný operátor / Chyba ve výrazu: Neočekávaný operátor / Chyba ve výrazu: Neočekávaný operátor / Chyba ve výrazu: Neočekávaný operátor / Chyba ve výrazu: Neočekávaný operátor / Chyba ve výrazu: Neočekávaný operátor / Chyba ve výrazu: Neočekávaný operátor / Chyba ve výrazu: Neočekávaný operátor / Chyba ve výrazu: Neočekávaný operátor / Chyba ve výrazu: Neočekávaný operátor / Chyba ve výrazu: Neočekávaný operátor / Chyba ve výrazu: Neočekávaný operátor / Chyba ve výrazu: Neočekávaný operátor / Chyba ve výrazu: Neočekávaný operátor / Chyba ve výrazu: Neočekávaný operátor / -1.0000-0 | 104627 Q26780122  |                                                                           | Jižně od osady Koukalka na kraji cesty z Brambor do Zaříčan. V roce 2019 severněji rostoucí dub napadený ochmetem, výrazněji neprosychá, přibližně v polovině koruny dvoják. Má nápadné mohutné kořenové náběhy po svahu cesty. Druhý strom má v koruně také ochmet. Prosychání v menším procentu. Na bázi koruny v minulosti ořezané větve, strom nakloněný po svahu, při patě kmene u cesty zakalusované poranění, vedle nalezena spadlá plodnice sírovce. |
| Bohdanečské lípy                   | | Bohdaneč u Zbraslavic 49°46′47″ s. š., 15°13′40″ v. d.                         | lípa malolistá (2)                                                    | & Chyba ve výrazu: Neočekávaný operátor / Chyba ve výrazu: Neočekávaný operátor / Chyba ve výrazu: Neočekávaný operátor / Chyba ve výrazu: Neočekávaný operátor / Chyba ve výrazu: Neočekávaný operátor / Chyba ve výrazu: Neočekávaný operátor / Chyba ve výrazu: Neočekávaný operátor / Chyba ve výrazu: Neočekávaný operátor / Chyba ve výrazu: Neočekávaný operátor / Chyba ve výrazu: Neočekávaný operátor / Chyba ve výrazu: Neočekávaný operátor / Chyba ve výrazu: Neočekávaný operátor / Chyba ve výrazu: Neočekávaný operátor / Chyba ve výrazu: Neočekávaný operátor / Chyba ve výrazu: Neočekávaný operátor / -1.0000-0 | 104002 Q26780137  | Kategorie „Bohdanečské lípy“ na Wikimedia Commons                         | U budovy Lesní správy v Bohdanči. V roce 1999 zrušena ochrana jedné lípy z důvodu silného napadení chorošem šupinatým. |
| Lípa u kapličky †                  | | Bohdaneč u Zbraslavic 49°47′3″ s. š., 15°13′0″ v. d.                           | lípa velkolistá                                                       | 305 | 103941 Q130221748 | Kategorie „Lípa u Kapličky (Bohdaneč)“ na Wikimedia Commons               | Lípa rostla na travnatém ostrůvku u kapličky a u autobusové zastávky na křižovatce silnice do Ostrova a místní komunikace. Strom poškozen větrem v roce 2006. I po ošetření rány napadeny chorošem šupinatým. Kvůli zhoršujícímu se zdravotnímu stavu stromu z něj byla v roce 2011 sejmuta ochrana a lípa byla v zájmu bezpečnosti doporučena k pokácení. |
| Lípy u křížku u Bohdanče           | | Bohdaneč u Zbraslavic 49°46′33″ s. š., 15°12′58″ v. d.                         | lípa velkolistá (2)                                                   | & Chyba ve výrazu: Neočekávaný operátor / Chyba ve výrazu: Neočekávaný operátor / Chyba ve výrazu: Neočekávaný operátor / Chyba ve výrazu: Neočekávaný operátor / Chyba ve výrazu: Neočekávaný operátor / Chyba ve výrazu: Neočekávaný operátor / Chyba ve výrazu: Neočekávaný operátor / Chyba ve výrazu: Neočekávaný operátor / Chyba ve výrazu: Neočekávaný operátor / Chyba ve výrazu: Neočekávaný operátor / Chyba ve výrazu: Neočekávaný operátor / Chyba ve výrazu: Neočekávaný operátor / Chyba ve výrazu: Neočekávaný operátor / Chyba ve výrazu: Neočekávaný operátor / Chyba ve výrazu: Neočekávaný operátor / -1.0000-0 | 103938 Q26780133  | Kategorie „Lípy u křížku (Bohdaneč)“ na Wikimedia Commons                 | U křížku, vlevo při silnici z Bohdanče do Ostrova u cyklistické trasy 0099. |
| Douglaska v Zálesí                 | Douglaska tisolistá v Zálesí (Bratčice)                                                                                    | Bratčice u Potěh 49°51′7″ s. š., 15°25′6″ v. d.                                | douglaska tisolistá                                                   | 353 | 103982 Q26789012  | Kategorie „Douglaska v Zálesí“ na Wikimedia Commons                       | U lesovny „V Zálesí“ čp. 69. Strom byl v minulosti zasažen bleskem, přišel při tom o vrchol. Rána je v celé délce kmene, zalitá pryskyřicí, místy se vytváří kalus. Koruna zdravá, pouze v bazální části několik suchých olámaných větví. |
| Lípa malolistá †                   | | Bratčice u Potěh                                                               | lípa malolistá                                                        | 354 | 103983            |                                                                           | u lesovny V Zálesí čp 69 |
| Dub u Březovského rybníka †        | Torzo památného stromu na hrázi                                                                                            | Březová u Úmonína 49°52′50″ s. š., 15°15′28″ v. d.                             | dub letní                                                             | 388 | 104000 Q130221277 | Kategorie „Dub u Březovského rybníka“ na Wikimedia Commons                | Na hrázi Březovského rybníka. Po propadu hráze v místě růstu dubu byla ochrana dne 28. ledna 2015 zrušena. |
| Jasan v Březové                    | | Březová u Úmonína 49°52′48″ s. š., 15°15′25″ v. d.                             | jasan ztepilý                                                         | 339 | 103998 Q26789022  |                                                                           | U bývalého mlýna čp. 1, pod hrází Březovského rybníka. |
| Lípa u Březováku                   | | Březová u Úmonína 49°52′48″ s. š., 15°15′26″ v. d.                             | lípa malolistá                                                        | 394 | 103999 Q26789023  | Kategorie „Lípa u Březováku“ na Wikimedia Commons                         | Na hrázi Březovského rybníka u bývalého mlýna. |
| Lípa v Březové                     | | Březová u Úmonína 49°52′33″ s. š., 15°15′30″ v. d.                             | lípa malolistá                                                        | 320 | 103970 Q26789002  |                                                                           | Kmen vrůstá do plotu u čp.12 v obci. |
| Lípa u Bylan †                     | Poslední lípa malolistá a kaple u pramene sv. Vojtěcha                                                                     | Bylany u Kutné Hory 49°56′40″ s. š., 15°13′56″ v. d.                           | lípa malolistá (3)                                                    | & Chyba ve výrazu: Neočekávaný operátor / Chyba ve výrazu: Neočekávaný operátor / Chyba ve výrazu: Neočekávaný operátor / Chyba ve výrazu: Neočekávaný operátor / Chyba ve výrazu: Neočekávaný operátor / Chyba ve výrazu: Neočekávaný operátor / Chyba ve výrazu: Neočekávaný operátor / Chyba ve výrazu: Neočekávaný operátor / Chyba ve výrazu: Neočekávaný operátor / Chyba ve výrazu: Neočekávaný operátor / Chyba ve výrazu: Neočekávaný operátor / Chyba ve výrazu: Neočekávaný operátor / Chyba ve výrazu: Neočekávaný operátor / Chyba ve výrazu: Neočekávaný operátor / Chyba ve výrazu: Neočekávaný operátor / -1.0000-0 | 103988 Q26780128  | Kategorie „Lípa u Bylan“ na Wikimedia Commons                             | U pramene sv. Vojtěcha. Původně vyhlášeny tři stromy, dvě zanikly neznámo kdy. Nyní vysazeny 4 nové lípy. Na bázi kmene zjištěn výskyt houby – václavky. V roce 2018 v koruně instalována dvě patra pevných vazeb, v malé míře výskyt jmelí. V úžlabí na dvou místech praskliny, nejmenší ze čtyř kosterních větví svou vahou způsobuje vyvracení sousední kosterní větve. Ochrana zrušena 26. září 2022 |
| Lípy na Lochách                    | | Čáslav 49°55′34″ s. š., 15°21′17″ v. d.                                        | lípa malolistá (8)                                                    | & Chyba ve výrazu: Neočekávaný operátor / Chyba ve výrazu: Neočekávaný operátor / Chyba ve výrazu: Neočekávaný operátor / Chyba ve výrazu: Neočekávaný operátor / Chyba ve výrazu: Neočekávaný operátor / Chyba ve výrazu: Neočekávaný operátor / Chyba ve výrazu: Neočekávaný operátor / Chyba ve výrazu: Neočekávaný operátor / Chyba ve výrazu: Neočekávaný operátor / Chyba ve výrazu: Neočekávaný operátor / Chyba ve výrazu: Neočekávaný operátor / Chyba ve výrazu: Neočekávaný operátor / Chyba ve výrazu: Neočekávaný operátor / Chyba ve výrazu: Neočekávaný operátor / Chyba ve výrazu: Neočekávaný operátor / -1.0000-0 | 103997 Q26780116  |                                                                           | Stromořadí u kostela sv. Bonifáce v Lochách. Dnes chráněny pouze tři z původních osmi stromů. |
| Dub v Koželuhách                   | | Čáslav 49°54′43″ s. š., 15°23′9″ v. d.                                         | dub letní                                                             | 382 | 103950 Q26788975  |                                                                           | V obci mezi čistírnou odpadních vod pod Podměstským rybníkem a prádelnou a čistírnou v Koželuhách. Stav v roce 2019 – na bázi koruny odstraněna část větví, rány dle stáří různě kalusují, menší procento suchých větví, zaznamenán ochmet, bez kořenových náběhů, asfalt okolních cest sahá blízko ke kmeni. |
| Dub ve Formanově ulici             | | Čáslav 49°55′1″ s. š., 15°23′22″ v. d.                                         | dub letní                                                             | 435 | 103953 Q26788981  |                                                                           | V parčíku na rohu ulic Formanova a Tyršova. |
| Jasan u čáslavského kostela        | | Čáslav 49°54′39″ s. š., 15°23′21″ v. d.                                        | jasan ztepilý                                                         | 473 | 103954 Q26788982  | Kategorie „Famous Fraxinus excelsior in Čáslav“ na Wikimedia Commons      | Na Kostelním náměstí, asi 30 m vpravo od vchodu do kostela sv. Petra a Pavla u historické naučné stezky Čáslav. V roce 2004 krásný strom, mohutné povrchové kořeny, kmen krátký a průběžný, koruna široká, větve začínají prosychat. V roce 2019 široce rozložená koruna, zakrácená větev směřující nad komunikaci, vyvětvená kosterní větev ke škole, zdravý. |
| Jilm habrolistý †                  | | Čáslav                                                                         | jilm habrolistý                                                       | & Chyba ve výrazu: Neočekávaný operátor / Chyba ve výrazu: Neočekávaný operátor / Chyba ve výrazu: Neočekávaný operátor / Chyba ve výrazu: Neočekávaný operátor / Chyba ve výrazu: Neočekávaný operátor / Chyba ve výrazu: Neočekávaný operátor / Chyba ve výrazu: Neočekávaný operátor / Chyba ve výrazu: Neočekávaný operátor / Chyba ve výrazu: Neočekávaný operátor / Chyba ve výrazu: Neočekávaný operátor / Chyba ve výrazu: Neočekávaný operátor / Chyba ve výrazu: Neočekávaný operátor / Chyba ve výrazu: Neočekávaný operátor / Chyba ve výrazu: Neočekávaný operátor / Chyba ve výrazu: Neočekávaný operátor / -1.0000-0 | 105129 Q74844039  |                                                                           | Rostl u nádraží v Tyršově ulici. Jako zcela suchý skácen okolo roku 1985; zrušovací rozhodnutí nedoručeno. |
| Lípa na Vrchách v Čáslavi †        | | Čáslav 49°56′ s. š., 15°25′8″ v. d.                                            | lípa malolistá                                                        | 335 | 103996            |                                                                           | V osadě Vrchy u čp. 154. V roce 2009 se v důsledku špatného zdravotního stavu začala stromu lámat koruna. Ochrana zrušena 22. září 2009. |
| Dub v Čejkovicích                  | | Čejkovice u Zbýšova 49°47′35″ s. š., 15°20′53″ v. d.                           | dub letní                                                             | 803 | 103959 Q26788986  | Kategorie „Dub letní v Čejkovicích u Zbýšova“ na Wikimedia Commons        | V Čejkovicích proti čp.17. Vysazen v roce 1470. Má nízký, šikmý, boulovitý kmen, větví se z jednoho místa na tři hlavní větve. Kmen i větve jsou duté, dutiny zavalují, krásný habitus, plodí. V roce 2017 žádné nové závažnější poškození nezaznamenáno, kromě většího počtu trsů ochmetu. Na zemi nalezeny z dutiny vysypané trusinky patrně od zlatohlávků a malá plodnice blíže neurčené houby. |
| Duby u Kubíčků                     | | Černíny 49°52′15″ s. š., 15°14′3″ v. d.                                        | dub letní                                                             | & Chyba ve výrazu: Neočekávaný operátor / Chyba ve výrazu: Neočekávaný operátor / Chyba ve výrazu: Neočekávaný operátor / Chyba ve výrazu: Neočekávaný operátor / Chyba ve výrazu: Neočekávaný operátor / Chyba ve výrazu: Neočekávaný operátor / Chyba ve výrazu: Neočekávaný operátor / Chyba ve výrazu: Neočekávaný operátor / Chyba ve výrazu: Neočekávaný operátor / Chyba ve výrazu: Neočekávaný operátor / Chyba ve výrazu: Neočekávaný operátor / Chyba ve výrazu: Neočekávaný operátor / Chyba ve výrazu: Neočekávaný operátor / Chyba ve výrazu: Neočekávaný operátor / Chyba ve výrazu: Neočekávaný operátor / -1.0000-0 | 105118 Q26780132  |                                                                           | Na nádvoří zemědělské usedlosti čp. 3 v Bahně u plotu. |
| Dobřeňská lípa                     | Dobřeň: lípa dvoják v severní části návsi, u rybníčku                                                                      | Dobřeň u Kutné Hory 49°56′28″ s. š., 15°8′59″ v. d.                            | lípa malolistá                                                        | 450 | 103976 Q26789007  | Kategorie „Dobřeňská lípa“ na Wikimedia Commons                           | Dvoják na návsi u rybníčku. |
| Lípy u Panny Marie                 | | Hlízov 49°58′42″ s. š., 15°17′58″ v. d.                                        | lípa velkolistá (2)                                                   | & Chyba ve výrazu: Neočekávaný operátor / Chyba ve výrazu: Neočekávaný operátor / Chyba ve výrazu: Neočekávaný operátor / Chyba ve výrazu: Neočekávaný operátor / Chyba ve výrazu: Neočekávaný operátor / Chyba ve výrazu: Neočekávaný operátor / Chyba ve výrazu: Neočekávaný operátor / Chyba ve výrazu: Neočekávaný operátor / Chyba ve výrazu: Neočekávaný operátor / Chyba ve výrazu: Neočekávaný operátor / Chyba ve výrazu: Neočekávaný operátor / Chyba ve výrazu: Neočekávaný operátor / Chyba ve výrazu: Neočekávaný operátor / Chyba ve výrazu: Neočekávaný operátor / Chyba ve výrazu: Neočekávaný operátor / -1.0000-0 | 104666 Q26780129  | Kategorie „Lípy u Panny Marie“ na Wikimedia Commons                       | U sloupu s madonou při silnici k novému hřbitovu v Hlízově. |
| Jilm u Žehušické obory             | | Horka I 49°58′18″ s. š., 15°26′11″ v. d.                                       | jilm vaz                                                              | 420 | 103943 Q26788971  | Kategorie „Jilm u Žehušické obory“ na Wikimedia Commons                   | V poli asi 250 m od křižovatky silnic Žehušice – Svobodná Ves – Bojmany. V roce 2004 byl kmen u paty dutý, podehnilý, terminál suchý a dutý, mohutné kořenové náběhy. Není označen. |
| Mléč v Horce                       | | Horka II 49°43′57″ s. š., 15°8′11″ v. d.                                       | javor mléč                                                            | 545 | 103994 Q26789020  | Kategorie „Mléč v Horce“ na Wikimedia Commons                             | V bývalém parku za zámečkem. Větve i kmen duté. Strom je ošetřen, koruna stažena. V roce 2003 na hlavních větvích několik otevřených menších dutin, které jsou zčásti zastřešeny, v koruně vázání, koruna neprosychá, zdravotní stav dobrý |
| Lípa u hájovny v Horkách           | | Horka II 49°43′35″ s. š., 15°8′1″ v. d.                                        | lípa velkolistá                                                       | 611 | 103993 Q26789019  |                                                                           | Dvoják rostoucí u bývalé hájovny čp. 19 nad obcí u modře značené turistické stezky. V roce 1999 vazba v koruně a odběr roubů. |
| Dub u Horních Bučic                | | Horní Bučice 49°56′10″ s. š., 15°27′40″ v. d.                                  | dub letní                                                             | 475 | 103944 Q11832266  | Kategorie „Dub u Horních Bučic“ na Wikimedia Commons                      | Solitéra rostoucí v poli severovýchodně od Horních Bučic. V roce 2015 ze stromu nalezeno pouze ohořelé torzo se skupinami živých výmladků. V roce 2016 patrný vyšší počet výmladků. |
| Lípa u horušické hájovny †         | | Horušice                                                                       | lípa malolistá                                                        | 385 | 104562            |                                                                           | U bývalé hájovny. Lípa zničena při vichřici v noci z 20. na 21. června 2002. Ochrana zrušena 14. srpna 2002. |
| Světlovská hráz                    | | Horušice 49°59′5″ s. š., 15°24′36″ v. d.                                       | dub letní (300) jilm (101)                                            | & Chyba ve výrazu: Neočekávaný operátor / Chyba ve výrazu: Neočekávaný operátor / Chyba ve výrazu: Neočekávaný operátor / Chyba ve výrazu: Neočekávaný operátor / Chyba ve výrazu: Neočekávaný operátor / Chyba ve výrazu: Neočekávaný operátor / Chyba ve výrazu: Neočekávaný operátor / Chyba ve výrazu: Neočekávaný operátor / Chyba ve výrazu: Neočekávaný operátor / Chyba ve výrazu: Neočekávaný operátor / Chyba ve výrazu: Neočekávaný operátor / Chyba ve výrazu: Neočekávaný operátor / Chyba ve výrazu: Neočekávaný operátor / Chyba ve výrazu: Neočekávaný operátor / Chyba ve výrazu: Neočekávaný operátor / -1.0000-0 | 103956 Q26791036  |                                                                           | Podél cesty z Žehušic do Horušic na hrázi bývalého rybníka Světlov. Nejstarší stromy byly vysázeny po stranách cesty, která vedla po hrázi bývalého rybníka Světlov, po jeho zániku nebyla prostoru věnována žádná údržba, ponechán přirozeným procesům, prostor je velmi obtížně průchozí. |
| Dub v Meduně                       | | Hostovlice 49°52′12″ s. š., 15°27′19″ v. d.                                    | dub letní                                                             | 390 | 106035 Q26790644  |                                                                           | Nedaleko jižního okraje hráze bývalého rybníka na Zehubském potoce jihovýchodně od usedlosti Meduně |
| Chabeřické lípy                    | Dvě lípy malolisté u kapličky Nejsvětější Trojice (u silnice na Zruč)                                                      | Chabeřice 49°45′3″ s. š., 15°4′48″ v. d.                                       | lípa malolistá (2)                                                    | & Chyba ve výrazu: Neočekávaný operátor / Chyba ve výrazu: Neočekávaný operátor / Chyba ve výrazu: Neočekávaný operátor / Chyba ve výrazu: Neočekávaný operátor / Chyba ve výrazu: Neočekávaný operátor / Chyba ve výrazu: Neočekávaný operátor / Chyba ve výrazu: Neočekávaný operátor / Chyba ve výrazu: Neočekávaný operátor / Chyba ve výrazu: Neočekávaný operátor / Chyba ve výrazu: Neočekávaný operátor / Chyba ve výrazu: Neočekávaný operátor / Chyba ve výrazu: Neočekávaný operátor / Chyba ve výrazu: Neočekávaný operátor / Chyba ve výrazu: Neočekávaný operátor / Chyba ve výrazu: Neočekávaný operátor / -1.0000-0 | 103992 Q26780142  | Kategorie „Chabeřické lípy“ na Wikimedia Commons                          | V obci u kapličky u silnice Chabeřice–Zruč u červeně značené turistické stezky a u cyklistické trasy 19. Jedna lípa má úžlabí ve výšce 3 metry, 3 hlavní větve, dutiny na hlavních i vedlejších větvích, v úžlabí dvojstupňové zastřešení šindelem. Jedna z hlavních větví má trachoemykózní příznaky – zmenšené listy, prosychání vedlejších a koncových větví. Ostatní část koruny neprosychá. V roce 2008 poškozena vichřicí. V roce 2012 dutiny v hlavních větvích, zastřešeno šindelem, prosychání koncových větví. Druhá strom má úžlabí ve výšce 3,5–4 m, 6 hlavních větví. Na větvích menší zastřešené dutiny. Na obou kmenech mravenci.    |
| Chabeřická lípa u křížku           | Chabeřice: památný strom u křížku                                                                                          | Chabeřice 49°45′3″ s. š., 15°4′13″ v. d.                                       | lípa malolistá                                                        | 597 | 103991 Q26789018  | Kategorie „Chabeřická lípa u křížku“ na Wikimedia Commons                 | U křížku směrem na Kácov u červeně značené turistické stezky a u cyklistické trasy 19. Seříznutý terminál, boulovitý kmen, široké kořenové náběhy, hrubě vrásčitá borka, kmen je zcela dutý, dutina zakrytá, obráží. Silně poškozena vichřicí v roce 2008. |
| Dub u Chmeliště                    | | Chmeliště 49°53′43″ s. š., 15°2′22″ v. d.                                      | dub letní                                                             | 390 | 103967 Q26788997  |                                                                           | Na kraji remízku. Zdravý strom s nízko zavětvenou korunou do volného prostoru, několik suchých větví na bázi koruny, mohutné kořenové náběhy. |
| Lípa v Jindicích                   | | Jindice 49°55′11″ s. š., 15°6′34″ v. d.                                        | lípa malolistá                                                        | 428 | 103981 Q26789010  |                                                                           | U bývalé hájenky na okraji pole po pravé straně cesty z Jindic do Solopysk. Široce rozložená koruna s menším procentem suchých větví, pravděpodobně začínající dutiny v úžlabích, kořenové náběhy. |
| Lípa v zámecké zahradě v Jindicích | | Jindice 49°54′48″ s. š., 15°5′10″ v. d.                                        | lípa velkolistá                                                       | 595 | 104861 Q26789514  |                                                                           | V západním okraji zámeckého parku, 10 metrů od rybníčku. Vysoký strom, nízký kmen dělící se na dvě kosterní větve – tlakové větvení s prasklinou a dutinou, vitální. |
| Dub na hrázi Chvalovického rybníka | | Klucké Chvalovice 49°48′57″ s. š., 15°22′6″ v. d.                              | dub letní                                                             | 473 | 105543 Q26790120  |                                                                           | Na západním okraji hráze Chvalovického rybníka. V roce 2017 byla koruna ze strany od hráze ve spodní části vyvětvená, bazální větev zasahuje daleko nad rybník, zdravotní stav dobrý, vyskytuje se určité procento suchých větví odpovídající stáří dubu. |
| Sovův dub                          | | Korotice 49°51′39″ s. š., 15°15′37″ v. d.                                      | dub letní                                                             | 268 | 105115 Q26789683  |                                                                           | Na rozhraní luk a orné půdy jižně od Korotic, u bývalé strouhy vodního náhonu. |
| Kotoučovská lípa                   | | Kotoučov 49°46′11″ s. š., 15°13′57″ v. d.                                      | lípa velkolistá                                                       | 475 | 104001 Q26789025  | Kategorie „Kotoučovská lípa“ na Wikimedia Commons                         | Dominanta obce, za stodolou u čp. 8 u naučných stezek Putování po vodních plochách a Z historie sklářství a u cyklistické trasy 0096. Malebný celek s objektem. Při bouři Kyrill v roce 2007 odlomena třetina koruny. V roce 2016 strom ztrácí vitalitu. Kolem rány po odlomené části koruny se vytvořil poměrně silný kalus. Na jedné kosterní větvi plodnice troudnatce kopytovitého, při bázi u budovy kmen trouchniví, výmladky z kmene i při bázi. |
| Lípy v Kotoučově u křížku          | | Kotoučov 49°46′20″ s. š., 15°13′50″ v. d.                                      | lípa malolistá (2)                                                    | & Chyba ve výrazu: Neočekávaný operátor / Chyba ve výrazu: Neočekávaný operátor / Chyba ve výrazu: Neočekávaný operátor / Chyba ve výrazu: Neočekávaný operátor / Chyba ve výrazu: Neočekávaný operátor / Chyba ve výrazu: Neočekávaný operátor / Chyba ve výrazu: Neočekávaný operátor / Chyba ve výrazu: Neočekávaný operátor / Chyba ve výrazu: Neočekávaný operátor / Chyba ve výrazu: Neočekávaný operátor / Chyba ve výrazu: Neočekávaný operátor / Chyba ve výrazu: Neočekávaný operátor / Chyba ve výrazu: Neočekávaný operátor / Chyba ve výrazu: Neočekávaný operátor / Chyba ve výrazu: Neočekávaný operátor / -1.0000-0 | 103939 Q26780135  | Kategorie „Lípy v Kotoučově u křížku“ na Wikimedia Commons                | Pod vesnicí v úhlu cest, mezi lipami bílý kříž. Kolem vede cyklistická trasa 0096. V roce 2016 měla jedna z lip čtyři kosterní větve, ve spodních patrech koruny odstraněných několik větších větví zejména směrem k cestě do obce s do různé míry vytvořeným kalusem a vznikajícími dutinami. Druhá strom má dvě kosterní větve, ta blíže ke křížku se blízko úžlabí dále větví. |
| Lípa v Krupé †                     | | Krupá u Křesetic 49°53′56″ s. š., 15°15′16″ v. d.                              | lípa malolistá                                                        | 504 | 104668 Q26789317  |                                                                           | Rostl na travnaté ploše na návsi v Krupé vedle cyklistické trasy 0097. Až do své destrukce orkánem Herwart v říjnu 2017 šlo vynikající exemplář, dominantu obce, se starou kamennou lavicí. Ochrana zrušena 11. prosince 2017. |
| Dub nad mlýnem                     | Dub letní Na Rovinách (tzv. Žižkův dub)                                                                                    | Kutná Hora 49°56′43″ s. š., 15°16′14″ v. d.                                    | dub letní                                                             | 449 | 103990 Q26789016  | Kategorie „Dub nad mlýnem“ na Wikimedia Commons                           | Na Rovinách nad mlýnem nedaleko žlutě značené turistické stezky. |
| Dub Na Růžku                       | Dub letní Na Růžku | Kutná Hora 49°56′54″ s. š., 15°16′30″ v. d.                                    | dub letní                                                             | 374 | 105117 Q26789685  | Kategorie „Dub Na Růžku“ na Wikimedia Commons                             | Roste u křižovatky ulic Nádražní, Potoční a Štefánikova, na chodníku proti restauraci „Na Růžku“. Na kmeni stromu se nalézá rozcestník žlutě a červeně značených turistických stezek. |
| Lípa Na Náměti                     | Lípa Na Náměti | Kutná Hora 49°57′1″ s. š., 15°16′20″ v. d.                                     | lípa malolistá                                                        | 250 | 104667 Q26789316  | Kategorie „Lípa Na Náměti“ na Wikimedia Commons                           | V rohu parčíku na náměstí před školou. |
| Lípa u Nejsvětější Trojice         | Lípa malolistá v areálu hřbitova u kostela Nejsvětější Trojice                                                             | Kutná Hora 49°56′6″ s. š., 15°15′22″ v. d.                                     | lípa malolistá                                                        | 498 | 105738 Q26790284  | Kategorie „Lípa u Nejsvětější Trojice“ na Wikimedia Commons               | Roste u nedaleko brány na hřbitov u Kostela Nejsvětější Trojice. Nízký kmen, který se dělí na dále členěné tři mohutné kosterní větve. Koruna je široce rozprostřená, ve stavu odpovídajícím věku, významně neprosychá. Úžlabí bez poškození, je porostlé mechem a místy se drží detrit. V několika případech se objevují dutiny menších rozměrů po odlomených větvích. Stromu se dostává jakési údržby, v blízkosti úžlabí byly odříznuty dvě větve. Je to velmi krásný jedinec s historickou vazbou na kulturní památku, dotvářející místního genia loci.                                                                                         |
| Michalovická lípa †                | Michalovice (Petrovice I): lípa malolistá v zahradě u čp. 7                                                                | Michalovice 49°47′15″ s. š., 15°17′20″ v. d.                                   | lípa malolistá                                                        | 375 | 103984 Q26789014  | Kategorie „Lípa malolistá Michalovice (Petrovice I)“ na Wikimedia Commons | V obci na zahradě u čp. 7. Ochrana zrušen 15.01.2022. |
| Pechova lípa †                     | | Michalovice 49°47′18″ s. š., 15°17′23″ v. d.                                   | lípa malolistá                                                        | 420 | 103985            |                                                                           | Torzo vysoké přibližně 4 metry s novým obrostem na pozemek u čp. 6. Dřevina v minulosti průběžně snižována řezem. K poslední redukci došlo v roce 2000 a strom následně opět obrazil, posléze však došlo k vylomení výmladků. Při kontrole zjištěno napadení dřevokaznými houbami (václavky). Z důvodu celkově neuspokojivého zdravotního stavu byla ochrana lípy zrušena 21. května 2010. |
| Dub v Bylanech                     | | Miskovice 49°56′16″ s. š., 15°14′18″ v. d.                                     | dub letní                                                             | 297 | 105732 Q26790274  | Kategorie „Dub v Bylanech“ na Wikimedia Commons                           | V obci v soukromé zahradě u modře značené turistické stezky a naučné stezky Stříbrná stezka – jižní okruh. Zdravý strom s pravidelnou korunou. |
| Jakubská alej                      | památné stromy na hrázi Nového rybníka - součást souboru dřevin Jakubská alej                                              | Jakub, Nové Dvory u Kutné Hory, Svatý Mikuláš 49°58′25″ s. š., 15°20′41″ v. d. | javor klen (5) jasan ztepilý (16) lípa malolistá (18) topol černý (1) | & Chyba ve výrazu: Neočekávaný operátor / Chyba ve výrazu: Neočekávaný operátor / Chyba ve výrazu: Neočekávaný operátor / Chyba ve výrazu: Neočekávaný operátor / Chyba ve výrazu: Neočekávaný operátor / Chyba ve výrazu: Neočekávaný operátor / Chyba ve výrazu: Neočekávaný operátor / Chyba ve výrazu: Neočekávaný operátor / Chyba ve výrazu: Neočekávaný operátor / Chyba ve výrazu: Neočekávaný operátor / Chyba ve výrazu: Neočekávaný operátor / Chyba ve výrazu: Neočekávaný operátor / Chyba ve výrazu: Neočekávaný operátor / Chyba ve výrazu: Neočekávaný operátor / Chyba ve výrazu: Neočekávaný operátor / -1.0000-0 | 103987 Q26790898  | Kategorie „Jakubská alej“ na Wikimedia Commons                            | Vícedruhové, převážně dvouřadé a různověké stromořadí, podél cesty od zámku Kačina k rybníku Nový. 21. srpna 2000 bylo poškozeno vichřicí. |
| Buk na Černých bahnech †           | | Petrovice I                                                                    | buk lesní                                                             | 310 | 103986            |                                                                           | Buk rostl v oblasti Na Černých bahnech při okraji smrkového lesa. Dutina v kmeni byla údajně využívána za II. světové války partyzánskou skupinou mjr. Fomina k předávní zpráv. Buk vyvrácen při vichřici 25. června 2008. Status památného stromu zrušen k 30. červenci 2008. |
| Buk U Hradu                        | | Petrovice I 49°47′57″ s. š., 15°18′41″ v. d.                                   | buk lesní                                                             | 298 | 104669 Q26789318  |                                                                           | V lese na levé straně cesty k potůčku nad rybníčkem U Hradu. |
| Lípa v Poličanech                  | | Poličany 49°55′41″ s. š., 15°15′16″ v. d.                                      | lípa malolistá                                                        | 361 | 105116 Q26789684  | Kategorie „Lípa v Poličanech“ na Wikimedia Commons                        | Na veřejném prostranství mezi bytovou zástavbou u čp. 22. V roce 2004 proveden zdravotní řez. |
| Hlošiny v Rohozci                  | | Rohozec 49°58′34″ s. š., 15°22′44″ v. d.                                       | hlošina úzkolistá                                                     | & Chyba ve výrazu: Neočekávaný operátor / Chyba ve výrazu: Neočekávaný operátor / Chyba ve výrazu: Neočekávaný operátor / Chyba ve výrazu: Neočekávaný operátor / Chyba ve výrazu: Neočekávaný operátor / Chyba ve výrazu: Neočekávaný operátor / Chyba ve výrazu: Neočekávaný operátor / Chyba ve výrazu: Neočekávaný operátor / Chyba ve výrazu: Neočekávaný operátor / Chyba ve výrazu: Neočekávaný operátor / Chyba ve výrazu: Neočekávaný operátor / Chyba ve výrazu: Neočekávaný operátor / Chyba ve výrazu: Neočekávaný operátor / Chyba ve výrazu: Neočekávaný operátor / Chyba ve výrazu: Neočekávaný operátor / -1.0000-0 | 104928 Q26780104  |                                                                           | Pár hlošin původně rostl severně a jižně od východní části římskokatolického kostela v Rohozci. „Severní“ exemplář byl vyvrácen při vichřici v únoru 2008. Jeho ochrana zrušena 19. března 2008. |
| Lípa v Roztěži                     | Roztěž - lípa u zámku | Roztěž 49°54′21″ s. š., 15°11′31″ v. d.                                        | lípa malolistá                                                        | 381 | 103980 Q26789009  | Kategorie „Lípa v Roztěži“ na Wikimedia Commons                           | Poslední strom ve stromořadí u cesty k zámku, hraniční strom, uvozuje dvě aleje modřínovou a lipovou. Kolem vede červeně značená turistická stezka. V roce 2004 měl strom čtyři hlavní větve, kmen bez mechanického poškození, čtyři částečně zavalené řezné rány po odstraněných hlavních větvích, u báze kmene obrost, na kořenových nábězích mech. Prosychání koruny do 5 % V roce 2016 stav zásadním způsobem nezměněn, v jedné řezné ráně výletový otvor, ty jsou i ve větvích výše, na větvích odbočujících víceméně ve vodorovném směru vyvinuto reakční dřevo, prostor kolem lípy ohraničený (a chráněný) velkými kameny, vysekávána tráva. |
| Dub u Navrátilů v Mrchojedech      | | Samopše 49°51′57″ s. š., 14°56′23″ v. d.                                       | dub letní                                                             | 353 | 104860 Q26789513  | Kategorie „Dub u Navrátilů v Mrchojedech“ na Wikimedia Commons            | V zahradě u čp. 4 v Mrchojedech u červeně značené Poutní cesty Blaník–Říp. |
| Lípa u Kostnice                    | Lípa velkolistá, vedle vstupní brány na hřbitov u Kostnice, pohled ze hřbitova                                             | Sedlec u Kutné Hory 49°57′41″ s. š., 15°17′17″ v. d.                           | lípa velkolistá                                                       | 401 | 105733 Q26790276  | Kategorie „Lípa u Kostnice“ na Wikimedia Commons                          | V obci vedle vstupní brány na hřbitov u kostnice. Kolem vede žlutě značená turistická trasa. Strom je ošetřovaný, v koruně je umístěna několikanásobná vazba k zabezpečení komplikovaných úžlabí. Koruna je pravidelně rostlá, bez prosychajících větví. U paty kmene vyrůstají výmladky, které jsou odstraňovány. |
| Dub u Dlabalů                      | | Solopysky u Kutné Hory 49°56′6″ s. š., 15°7′39″ v. d.                          | dub letní                                                             | 318 | 103942 Q26788970  |                                                                           | V zahradě u čp. 58. |
| Jasan U Sovů                       | | Solopysky u Kutné Hory 49°56′16″ s. š., 15°7′35″ v. d.                         | jasan ztepilý                                                         | 339 | 105114 Q26789682  |                                                                           | Na okraji Solopysk v rohu zahrady za stodolou, u silnice směrem z Dobřeně. |
| Lípa u kapličky u Solopysk         | Solopysky: mohutná lípa vedle kapličky sv. Cyrila a Metoděje                                                               | Solopysky u Kutné Hory 49°56′32″ s. š., 15°7′12″ v. d.                         | lípa malolistá                                                        | 438 | 103974 Q26789005  | Kategorie „Lípa u kapličky (Solopysky u Kutné Hory)“ na Wikimedia Commons | U kapličky za vsí v polích v místě zvaném V Řeticích. Krajinná dominanta, nízký kmen se dělí do dvou silných kosterních větví, v úžlabí vytvořena prohlubeň, ze země nelze ověřit přítomnost dutiny, koruna zdravá, větve sahají až k zemi. |
| Lípy v Kunvaldu                    | | Solopysky u Kutné Hory 49°55′45″ s. š., 15°6′53″ v. d.                         | lípa malolistá (2)                                                    | & Chyba ve výrazu: Neočekávaný operátor / Chyba ve výrazu: Neočekávaný operátor / Chyba ve výrazu: Neočekávaný operátor / Chyba ve výrazu: Neočekávaný operátor / Chyba ve výrazu: Neočekávaný operátor / Chyba ve výrazu: Neočekávaný operátor / Chyba ve výrazu: Neočekávaný operátor / Chyba ve výrazu: Neočekávaný operátor / Chyba ve výrazu: Neočekávaný operátor / Chyba ve výrazu: Neočekávaný operátor / Chyba ve výrazu: Neočekávaný operátor / Chyba ve výrazu: Neočekávaný operátor / Chyba ve výrazu: Neočekávaný operátor / Chyba ve výrazu: Neočekávaný operátor / Chyba ve výrazu: Neočekávaný operátor / -1.0000-0 | 103977 Q26780126  |                                                                           | Stromy rostou u vchodu do bývalého statku Kunvald. Strom vpravo při pohledu do dvora má boulovitý kmen, dvě kosterní větve, na levé odlomený terminál, rána zakrytá starou šindelovou stříškou, menší množství suchých větví. Exemplář vlevo má průběžný boulovitý kmen, zavalené rány po odstraněných větvích, zlom vzniklý při současných úpravách okolí, poranění větve vyššího řádu, výrazně neprosychá. Při patě kmene nalezeny plodnice dřevomoru. |
| Lípy v Solopyskách                 | Solopysky: již jen 3 památné lípy u kostela                                                                                | Solopysky u Kutné Hory 49°56′15″ s. š., 15°7′31″ v. d.                         | lípa malolistá (4)                                                    | & Chyba ve výrazu: Neočekávaný operátor / Chyba ve výrazu: Neočekávaný operátor / Chyba ve výrazu: Neočekávaný operátor / Chyba ve výrazu: Neočekávaný operátor / Chyba ve výrazu: Neočekávaný operátor / Chyba ve výrazu: Neočekávaný operátor / Chyba ve výrazu: Neočekávaný operátor / Chyba ve výrazu: Neočekávaný operátor / Chyba ve výrazu: Neočekávaný operátor / Chyba ve výrazu: Neočekávaný operátor / Chyba ve výrazu: Neočekávaný operátor / Chyba ve výrazu: Neočekávaný operátor / Chyba ve výrazu: Neočekávaný operátor / Chyba ve výrazu: Neočekávaný operátor / Chyba ve výrazu: Neočekávaný operátor / -1.0000-0 | 103975 Q12034739  | Kategorie „Lípy v Solopyskách“ na Wikimedia Commons                       | U vchodu na hřbitov u kostela svatého Bartoloměje. Kolem lip vede cyklistická trasa 1. V roce 2006 byla jedna lípa skácena – rozhodnutí o zrušení nedoručeno. |
| Buk u kaple sv. Jana Křtitele      | Památný buk lesní u zříceniny letohradku Belveder s kaplí sv. Jana Křtitele na kopci Vysoká u Suchdola v okrese Kutná Hora | Suchdol u Kutné Hory 49°56′33″ s. š., 15°11′20″ v. d.                          | buk lesní                                                             | 334 | 105731 Q26790272  | Kategorie „Buk na Vysoké u Suchdola“ na Wikimedia Commons                 | V lesním porostu na kopci Vysoká východně od rozpadlého Šporkova letohrádku a kaple sv. Jana Křtitele, postavené v roce 1697. Kolem vede zeleně značená turistická stezka. |
| Lípa v Třebětíně †                 | | Třebětín 49°46′16″ s. š., 15°16′13″ v. d.                                      | lípa malolistá                                                        | 324 | 105737 Q26790283  |                                                                           | V obci na návsi na dvoře venkovského domu čp. 7. Strom s netypickým větvením. Hlavní větve vyrůstají téměř z jednoho místa, aniž by mezi sebou vytvářely úzká úžlabí. V koruně se ojediněle objevují drobnější suché větve. Byly zaznamenány rány po odlomené i odříznuté větvi, které se v okrajích hojí kalusem. Ochrana zrušena 18. září 2022. |
| Duby na Trubném                    | | Tupadly u Čáslavi 49°52′54″ s. š., 15°23′17″ v. d.                             | dub letní (5)                                                         | & Chyba ve výrazu: Neočekávaný operátor / Chyba ve výrazu: Neočekávaný operátor / Chyba ve výrazu: Neočekávaný operátor / Chyba ve výrazu: Neočekávaný operátor / Chyba ve výrazu: Neočekávaný operátor / Chyba ve výrazu: Neočekávaný operátor / Chyba ve výrazu: Neočekávaný operátor / Chyba ve výrazu: Neočekávaný operátor / Chyba ve výrazu: Neočekávaný operátor / Chyba ve výrazu: Neočekávaný operátor / Chyba ve výrazu: Neočekávaný operátor / Chyba ve výrazu: Neočekávaný operátor / Chyba ve výrazu: Neočekávaný operátor / Chyba ve výrazu: Neočekávaný operátor / Chyba ve výrazu: Neočekávaný operátor / -1.0000-0 | 103971 Q26780080  |                                                                           | Na hrázi rybníka Trubný u zeleně značené turistické stezky. Dnes již stojí jen tři stromy. Jeden spadl neznámo kdy. Druhý ve směrů od SZ se vyvrátil v létě 2017. Ochrana následně zrušena 3. října 2017. Nejmohutnější z dubů je majestátní strom s minimem suchých větví v koruně, zdravý, při bázi kmene směrem k rybníku mezi kořenovými náběhy stopy po plodnicích pravděpodobně sírovce žlutooranžového. Ostatní stromy s částetčně proschlou korunou. |
| Duby v tupadelské bažantnici       | | Tupadly u Čáslavi 49°52′44″ s. š., 15°23′16″ v. d.                             | dub letní (6)                                                         | & Chyba ve výrazu: Neočekávaný operátor / Chyba ve výrazu: Neočekávaný operátor / Chyba ve výrazu: Neočekávaný operátor / Chyba ve výrazu: Neočekávaný operátor / Chyba ve výrazu: Neočekávaný operátor / Chyba ve výrazu: Neočekávaný operátor / Chyba ve výrazu: Neočekávaný operátor / Chyba ve výrazu: Neočekávaný operátor / Chyba ve výrazu: Neočekávaný operátor / Chyba ve výrazu: Neočekávaný operátor / Chyba ve výrazu: Neočekávaný operátor / Chyba ve výrazu: Neočekávaný operátor / Chyba ve výrazu: Neočekávaný operátor / Chyba ve výrazu: Neočekávaný operátor / Chyba ve výrazu: Neočekávaný operátor / -1.0000-0 | 103972 Q26780090  |                                                                           | V severní části bažantnice cestou ze silnice Žáky–Tupadly k objektu pod hrází rybníka Trubný. |
| Buk v tupadelské bažantnici        | | Tupadly u Čáslavi 49°52′35″ s. š., 15°23′12″ v. d.                             | buk lesní                                                             | 330 | 103952 Q26788978  |                                                                           | 20 m západním směrem od východního okraje bažantnice u silnice Žáky–Tupadly u cyklostras 1, 0117 a EV4. |
| Lípa na Dubém †                    | | Tupadly u Čáslavi                                                              | lípa malolistá                                                        | & Chyba ve výrazu: Neočekávaný operátor / Chyba ve výrazu: Neočekávaný operátor / Chyba ve výrazu: Neočekávaný operátor / Chyba ve výrazu: Neočekávaný operátor / Chyba ve výrazu: Neočekávaný operátor / Chyba ve výrazu: Neočekávaný operátor / Chyba ve výrazu: Neočekávaný operátor / Chyba ve výrazu: Neočekávaný operátor / Chyba ve výrazu: Neočekávaný operátor / Chyba ve výrazu: Neočekávaný operátor / Chyba ve výrazu: Neočekávaný operátor / Chyba ve výrazu: Neočekávaný operátor / Chyba ve výrazu: Neočekávaný operátor / Chyba ve výrazu: Neočekávaný operátor / Chyba ve výrazu: Neočekávaný operátor / -1.0000-0 | 103973            |                                                                           | Několik kmenů, na hrázi rybníka Dubého. Větší část lípy padla v létě 2006 po vymletí stže pod hrází rybníka. Na místě zbylo torzo jediného kmene. Ochrana zrušena 22. srpna 2006. |
| Lípa u Malejovic                   | | Uhlířské Janovice 49°50′48″ s. š., 15°2′18″ v. d.                              | lípa malolistá                                                        | 446 | 103989 Q26789015  | Kategorie „Lípa malolistá (Malejovice)“ na Wikimedia Commons              | U křížku u silnice Uhlířské Janovice – Kácov – Malejovice. Soliterní strom. V roce 2019 zjištěno radikální snížení koruny, neodborně provedené, které je příčinou akutní zvětšování trhliny v kmeni. Na bázi kmene nalezen dřevomor kořenový. |
| Radvančické lípy                   | Radvančické lípy | Útěšenovice 49°48′15″ s. š., 15°12′30″ v. d.                                   | lípa malolistá (5)                                                    | & Chyba ve výrazu: Neočekávaný operátor / Chyba ve výrazu: Neočekávaný operátor / Chyba ve výrazu: Neočekávaný operátor / Chyba ve výrazu: Neočekávaný operátor / Chyba ve výrazu: Neočekávaný operátor / Chyba ve výrazu: Neočekávaný operátor / Chyba ve výrazu: Neočekávaný operátor / Chyba ve výrazu: Neočekávaný operátor / Chyba ve výrazu: Neočekávaný operátor / Chyba ve výrazu: Neočekávaný operátor / Chyba ve výrazu: Neočekávaný operátor / Chyba ve výrazu: Neočekávaný operátor / Chyba ve výrazu: Neočekávaný operátor / Chyba ve výrazu: Neočekávaný operátor / Chyba ve výrazu: Neočekávaný operátor / -1.0000-0 | 103940 Q26780123  | Kategorie „Radvančické lípy“ na Wikimedia Commons                         | V obci na návsi u žlutě značené turistické stezky a cyklistické trasy 96. |
| Lípa ve Vavřinci                   | Lípa velkolistá u vchodu na hřbitov                                                                                        | Vavřinec 49°54′45″ s. š., 15°2′11″ v. d.                                       | lípa velkolistá                                                       | 327 | 103969 Q26789001  | Kategorie „Lípa ve Vavřinci“ na Wikimedia Commons                         | U vchodu na hřbitov vlevo u zdi. |
| Vavřinecký jasan                   | | Vavřinec 49°54′41″ s. š., 15°2′5″ v. d.                                        | jasan ztepilý                                                         | 294 | 103968 Q26788999  | Kategorie „Vavřinecký jasan“ na Wikimedia Commons                         | Na louce na kraji obce za stodolou čp.9. |
| Lípa ve Vidicích                   | | Vidice u Kutné Hory 49°55′ s. š., 15°9′52″ v. d.                               | lípa malolistá                                                        | 416 | 103965 Q26788993  | Kategorie „Lípa ve Vidicích“ na Wikimedia Commons                         | Dominanta obce rostoucí u Kostela sv. Mikuláše ve Vidicích. Má rozložitou korunu, větve v hlavním úžlabí poněkud nahloučené, jsou zde nefunkční stříšky zakrývající dutiny v řezech, silný výmladek. Při patě kmene v kořenovém náběhu hniloba, plodnice dřevomoru. |
| Dub u Šmolcova                     | | Vinaře 49°54′19″ s. š., 15°29′12″ v. d.                                        | dub letní                                                             | 465 | 103946 Q26788972  |                                                                           | U bývalé cesty asi 150 m východně od mlýna Šmolcova. |
| Dub u Vinice                       | | Vinaře 49°54′43″ s. š., 15°29′25″ v. d.                                        | dub letní                                                             | 405 | 103947 Q26788973  |                                                                           | U cesty u potoka, jižně od Vinice, západně od silnice Vinice–Vinaře, u svodnice. Mírně proschlý. |
| Lípy v Budčicích                   | | Vlastějovice 49°43′15″ s. š., 15°10′54″ v. d.                                  | lípa malolistá (3)                                                    | & Chyba ve výrazu: Neočekávaný operátor / Chyba ve výrazu: Neočekávaný operátor / Chyba ve výrazu: Neočekávaný operátor / Chyba ve výrazu: Neočekávaný operátor / Chyba ve výrazu: Neočekávaný operátor / Chyba ve výrazu: Neočekávaný operátor / Chyba ve výrazu: Neočekávaný operátor / Chyba ve výrazu: Neočekávaný operátor / Chyba ve výrazu: Neočekávaný operátor / Chyba ve výrazu: Neočekávaný operátor / Chyba ve výrazu: Neočekávaný operátor / Chyba ve výrazu: Neočekávaný operátor / Chyba ve výrazu: Neočekávaný operátor / Chyba ve výrazu: Neočekávaný operátor / Chyba ve výrazu: Neočekávaný operátor / -1.0000-0 | 104594 Q26780140  |                                                                           | Na dvoře u mlýna v Budčicích. |
| Dub ve Skovicích                   | | Vrdy 49°54′9″ s. š., 15°26′51″ v. d.                                           | dub letní                                                             | 561 | 103964 Q26788991  |                                                                           | Za bývalou hájovnou na okraji Skovické bažantnice. Dub míval suché, polámané větve a více ochmetu než listů. V roce 2015 pozorován značný úbytek ochmetu a zlepšení zdravotního stavu – suché větve v menším počtu, po jedné z kosterních větví pahýl zastřešený, při patě kmene směrem k rybníku větší rána s ohořelým dřevem, v okrajích kalus. |
| Dub u Koudelova                    | | Vrdy 49°54′42″ s. š., 15°26′28″ v. d.                                          | dub letní                                                             | 562 | 103949 Q26788974  |                                                                           | V poli východně od silnice mezi Koudelovem a Skovicemi. Boulovatý kmen se v 6 metrech rozdvojuje, mohutné větve. Mohutný exemplář, avšak zarostlý v černém bezu a kopřivách. |
| Dub ve Vrdech – Lázních            | | Vrdy 49°55′18″ s. š., 15°28′32″ v. d.                                          | dub letní                                                             | 295 | 105892 Q26790508  |                                                                           | Na pravém břehu Doubravy pod břehovou hranou a protipovodňovou zídkou. Kmen mírně nakloněný k SV, rozdvojený ve 3 metrech, široce rozložená koruna, zcela bez ochmetu, ptačí budka, dobře zahojené rány po větvích pod 10 cm, poškozená větev jižním směrem, vyhnívající pahýl po větvi k řece. |
| Duby ve Skovické bažantnici        | | Vrdy 49°54′13″ s. š., 15°26′45″ v. d.                                          | dub letní                                                             | & Chyba ve výrazu: Neočekávaný operátor / Chyba ve výrazu: Neočekávaný operátor / Chyba ve výrazu: Neočekávaný operátor / Chyba ve výrazu: Neočekávaný operátor / Chyba ve výrazu: Neočekávaný operátor / Chyba ve výrazu: Neočekávaný operátor / Chyba ve výrazu: Neočekávaný operátor / Chyba ve výrazu: Neočekávaný operátor / Chyba ve výrazu: Neočekávaný operátor / Chyba ve výrazu: Neočekávaný operátor / Chyba ve výrazu: Neočekávaný operátor / Chyba ve výrazu: Neočekávaný operátor / Chyba ve výrazu: Neočekávaný operátor / Chyba ve výrazu: Neočekávaný operátor / Chyba ve výrazu: Neočekávaný operátor / -1.0000-0 | 104628 Q26780067  |                                                                           | Na okraji Skovické bažantnice severozápadně od bývalé hájovny. Větší strom z dubů měl v roce 2015 z poloviny proschlou korunu, odlomenu jednu silnou větev při bázi koruny a zlomy menších větví, přítomnost ochmetu. Kmen menšího dubu se dělí na tři kosterní větve, mírně proschlý, zlomy menších větví. |
| Topol bílý †                       | | Vrdy 49°54′27″ s. š., 15°26′7″ v. d.                                           | topol bílý                                                            | 550 | 105131 Q74542675  |                                                                           | V poli ke Koudelovu. |
| Dub u Záboří 1                     | | Záboří nad Labem 50°1′26″ s. š., 15°21′29″ v. d.                               | dub letní                                                             | 724 | 103961 Q26788989  | Kategorie „Dub u Záboří 1 (Záboří nad Labem)“ na Wikimedia Commons        | U zeleně značené turistické stezky ze Záboří k hájovně. Krásný, válcovitý kmen s mnoha boulemi, uvnitř dutý, koruna úzká, proschlá. Na kořenech roste pstřeň dubový. V roce 1998 odstraněna žlabovitá větev. V roce 2017 v koruně pouze dvě kosterní větve, vazba, kmen s řadou ran a dutin po odlámaných nebo odstraněných větvích, zastřešení dutin je poškozené, vitalita dobrá. |
| Dub u Záboří 2                     | | Záboří nad Labem 50°1′19″ s. š., 15°21′48″ v. d.                               | dub letní                                                             | 423 | 103960 Q26788988  | Kategorie „Dub u Záboří 2 (Záboří nad Labem)“ na Wikimedia Commons        | U hájovny, 650 m od čp. 149 u zeleně značené turistické stezky. Koruna je značně proschlá, ve 3 m tenké větve, rozvětvení hlavních větví v 5 m na tři části. V roce 2017 měl tři kosterní větve, ve vrcholu suché silnější větve, napadený ochmetem, mohutné kořenové náběhy. |
| Dub u Žehušic †                    | | Zaříčany 49°58′10″ s. š., 15°26′13″ v. d.                                      | dub letní                                                             | 420 | 103958            |                                                                           | Rostl u křižovatky Žehušice – Zaříčany – Sv. Ves. Strom se vyvrátil při vichřici koncem června 2008. Ochrana zrušena 23. září 2008. |
| Dub u bojmanského jezu             | | Zaříčany 49°57′16″ s. š., 15°27′10″ v. d.                                      | dub letní                                                             | 560 | 106459            |                                                                           | Asi 140 m jihovýchodovýchodně od bojmanského jezu na Doubravě na hranici pozemků parc. č. 1144/1, parc. č. 254/3 a parc č. 254/1. |
| Zaříčanský dub                     | | Zaříčany 49°57′14″ s. š., 15°27′47″ v. d.                                      | dub letní                                                             | 425 | 104003 Q26789027  |                                                                           | V Rolejchu v polích vpravo od silnice Zaříčany–Žehušice. V roce 2019 měl silně proschlou korunu napadenou ochmetem, jednu z kosterních větví odlomenu, v ráně trouchnivějící dřevo, větev nad zlomem zcela suchá, v ráně u paty kmene z druhé strany stará plodnice sírovce, strom neoznačen. |
| Slouhovka †                        | | Zbizuby                                                                        | hrušeň obecná                                                         | & Chyba ve výrazu: Neočekávaný operátor / Chyba ve výrazu: Neočekávaný operátor / Chyba ve výrazu: Neočekávaný operátor / Chyba ve výrazu: Neočekávaný operátor / Chyba ve výrazu: Neočekávaný operátor / Chyba ve výrazu: Neočekávaný operátor / Chyba ve výrazu: Neočekávaný operátor / Chyba ve výrazu: Neočekávaný operátor / Chyba ve výrazu: Neočekávaný operátor / Chyba ve výrazu: Neočekávaný operátor / Chyba ve výrazu: Neočekávaný operátor / Chyba ve výrazu: Neočekávaný operátor / Chyba ve výrazu: Neočekávaný operátor / Chyba ve výrazu: Neočekávaný operátor / Chyba ve výrazu: Neočekávaný operátor / -1.0000-0 | 105132 Q74542720  |                                                                           | v obci při silnici do Kácova; v r. 1992 zničen vichřicí. Ochrana stromu zrušena 14. února 2024. |
| Franclova lípa                     | | Zbraslavice 49°45′59″ s. š., 15°11′38″ v. d.                                   | lípa velkolistá                                                       | 445 | 105734 Q26790278  | Kategorie „Franclova lípa“ na Wikimedia Commons                           | Na jihozápadním okraji obce u bývalého mlýna v údolí Ostrovského potoka na travnaté ploše mezi dvěma cestami v blízkosti stodoly. Na kmeni je zarůstající smaltovaná tabulka Strom chráněný státem. Ve spodní části koruny byly v minulosti odstraněny některé větve, v okolí ran vyrůstají výmladky. V těchto místech na kmeni na straně odvrácené od domu je otvor do dutiny. Strom je vitální. |
| Duby u Zbyslavi                    | | Zbyslav 49°56′29″ s. š., 15°28′58″ v. d.                                       | dub letní (5)                                                         | & Chyba ve výrazu: Neočekávaný operátor / Chyba ve výrazu: Neočekávaný operátor / Chyba ve výrazu: Neočekávaný operátor / Chyba ve výrazu: Neočekávaný operátor / Chyba ve výrazu: Neočekávaný operátor / Chyba ve výrazu: Neočekávaný operátor / Chyba ve výrazu: Neočekávaný operátor / Chyba ve výrazu: Neočekávaný operátor / Chyba ve výrazu: Neočekávaný operátor / Chyba ve výrazu: Neočekávaný operátor / Chyba ve výrazu: Neočekávaný operátor / Chyba ve výrazu: Neočekávaný operátor / Chyba ve výrazu: Neočekávaný operátor / Chyba ve výrazu: Neočekávaný operátor / Chyba ve výrazu: Neočekávaný operátor / -1.0000-0 | 103962 Q26780054  |                                                                           | V polích u silnice do Bílého Podolí v oblasti zvané Dolský. V současné době dva zaniklé – zcela chybí, po jednom zbylo jen torzo. Nejzachovalejší ze stromů má rovný kmen, dělící se až nad polovinou celkové výšky na dvě silné větve, v roce 2015 měl suché jen jejich vrcholové části, ochmet, posed. Poslední z dubů byl v roce 2015 téměř odumřelý, živé byly pouze drobnější větve na bázi koruny, odlupující se borka, je u něho krmelec. |
| Zbyslavský dub                     | | Zbyslav 49°56′23″ s. š., 15°28′6″ v. d.                                        | dub letní                                                             | 580 | 103963 Q26788990  |                                                                           | Solitérní strom v polích u silnice Zbyslav–Vrdy. Stav v roce 2004 – terminální kmen, dvě jizvy po zásahu bleskem, některé větve suché, kmen uvnitř trouchniví, koruna prosychá, malebný, hustě olistěný. |
| Duby ve Zbýšově                    | | Zbýšov 49°48′44″ s. š., 15°21′13″ v. d.                                        | dub letní                                                             | & Chyba ve výrazu: Neočekávaný operátor / Chyba ve výrazu: Neočekávaný operátor / Chyba ve výrazu: Neočekávaný operátor / Chyba ve výrazu: Neočekávaný operátor / Chyba ve výrazu: Neočekávaný operátor / Chyba ve výrazu: Neočekávaný operátor / Chyba ve výrazu: Neočekávaný operátor / Chyba ve výrazu: Neočekávaný operátor / Chyba ve výrazu: Neočekávaný operátor / Chyba ve výrazu: Neočekávaný operátor / Chyba ve výrazu: Neočekávaný operátor / Chyba ve výrazu: Neočekávaný operátor / Chyba ve výrazu: Neočekávaný operátor / Chyba ve výrazu: Neočekávaný operátor / Chyba ve výrazu: Neočekávaný operátor / -1.0000-0 | 105053 Q26780042  |                                                                           | Zbývající tři z původních pěti dubů rostou na hrázi Zbýšovského rybníka. Stromy obrážejí tenkými větvemi z kmene. Mají duté kmeny a uřezané větve. |
| Klen u Želiveckého dvora           | | Zruč nad Sázavou 49°45′57″ s. š., 15°7′26″ v. d.                               | javor klen                                                            | 435 | 103995 Q26789021  |                                                                           | Nad osadou u Želiveckého dvora. Na kmeni rostou houby, kmen má hnilobu. |
| Kalenická lípa                     | | Zruč nad Sázavou 49°44′42″ s. š., 15°6′ v. d.                                  | lípa malolistá                                                        | 539 | 104353 Q26789248  | Kategorie „Kalenická lípa“ na Wikimedia Commons                           | V západní část zámeckého parku v blízkosti Zručského dvora u naučné stezky Zručským zámeckým parkem. V roce 1994 provedena impregnace dutin, zastřešení šindelem a stažení koruny. Stav v roce 2004 – Větví se ve výšce 3 m a ve dvou hlavních větvích jsou otevřené dutiny. Koruna není proschlá, hrozí však její rozlomení. |
| Kolovratský dub                    | | Zruč nad Sázavou 49°44′41″ s. š., 15°6′2″ v. d.                                | dub letní                                                             | 541 | 104354 Q26789249  | Kategorie „Kolovratský dub“ na Wikimedia Commons                          | Roste v západní část zámeckého parku v blízkosti Kolowratské věže. Kolem vede naučná stezka Zručským zámeckým parkem, modře značená Zručská NS k rozhledně a červeně značená turistická stezka. V roce 1995 byla u dubu konzervována a zastřešena dutina. V roce 2004 došlo k odlomení jedné hlavní větve a vzniku další dutiny. Strom však neprosychá. |
| 2 lípy malolisté †                 | | Žehušice                                                                       | lípa malolistá (2)                                                    | & Chyba ve výrazu: Neočekávaný operátor / Chyba ve výrazu: Neočekávaný operátor / Chyba ve výrazu: Neočekávaný operátor / Chyba ve výrazu: Neočekávaný operátor / Chyba ve výrazu: Neočekávaný operátor / Chyba ve výrazu: Neočekávaný operátor / Chyba ve výrazu: Neočekávaný operátor / Chyba ve výrazu: Neočekávaný operátor / Chyba ve výrazu: Neočekávaný operátor / Chyba ve výrazu: Neočekávaný operátor / Chyba ve výrazu: Neočekávaný operátor / Chyba ve výrazu: Neočekávaný operátor / Chyba ve výrazu: Neočekávaný operátor / Chyba ve výrazu: Neočekávaný operátor / Chyba ve výrazu: Neočekávaný operátor / -1.0000-0 | 105133 Q76810109  |                                                                           | u kapličky na křižovatce Žehušice – Chotusice – Druhanice; zanikly neznámo kdy |
| Dub v Žehušicích (Punto) †         | | Žehušice 49°58′5″ s. š., 15°24′36″ v. d.                                       | dub letní                                                             | 485 | 103945            |                                                                           | Rostl v obci před domem J. V. Sticha. Šlo o solitérně stojící dub, spodní větve ořezány, rány ošetřeny, v okolí měl mnoho mladých semenáčků. Prosychající korunu tvořily tři hlavní větve. Býval dostatečně olistěný avšak napadený ochmetem. Stav stromu se výrazně zhoršil v říjnu 2009, kdy se na západní straně vylomila jedna z kosterních větví. V říjnu 2013 došlo k vylomení kosterní větve i s částí kmene na východní straně. Zdravotní stav stromu následně vyhodnocen jako neudržitelný. Doporučeno pokácení. |
| Dub u Druhanic                     | | Žehušice 49°57′3″ s. š., 15°24′24″ v. d.                                       | dub letní                                                             | 350 | 103955 Q26788984  | Kategorie „Dub u Druhanic“ na Wikimedia Commons                           | V poli asi 650 m severně od Druhanic, východně od silnice Druhanice–Žehušice. |
| Jinan v žehušickém parku           | | Žehušice 49°58′7″ s. š., 15°24′50″ v. d.                                       | jinan dvoulaločný                                                     | 250 | 105535 Q26790114  | Kategorie „Jinan v žehušickém parku“ na Wikimedia Commons                 | V žehušickém parku za novým zámkem severně od rybníčku. |
| Lípa v Žehušicích                  | | Žehušice 49°58′5″ s. š., 15°24′38″ v. d.                                       | lípa velkolistá                                                       | 365 | 103957 Q26788985  | Kategorie „Lípa v Žehušicích“ na Wikimedia Commons                        | Před rodným domem J. V. Sticha v Žehušicích. |
| Magnólie v žehušickém parku        | | Žehušice 49°58′6″ s. š., 15°24′50″ v. d.                                       | šácholan přišpičatělý                                                 | 260 | 105536 Q26790115  | Kategorie „Magnólie v žehušickém parku“ na Wikimedia Commons              | Ve veřejnosti nepřístupném žehušickém parku za novým zámkem severně od rybníčku. |
| Metasekvoje v žehušickém parku     | | Žehušice 49°58′6″ s. š., 15°24′48″ v. d.                                       | metasekvoje tisovcovitá                                               | 265 | 105534 Q26790112  | Kategorie „Metasekvoje v žehušickém parku“ na Wikimedia Commons           | V žehušickém parku za novým zámkem v blízkosti rybníčku. Typický vzrůst s průběžným kmenem, zavětvení až k zemi, u paty kmene výmladky, ve spodní části kmene pukliny na straně do porostu. |
| Platany v žehušickém parku         | | Žehušice 49°58′5″ s. š., 15°24′53″ v. d.                                       | platan javorolistý (2)                                                | & Chyba ve výrazu: Neočekávaný operátor / Chyba ve výrazu: Neočekávaný operátor / Chyba ve výrazu: Neočekávaný operátor / Chyba ve výrazu: Neočekávaný operátor / Chyba ve výrazu: Neočekávaný operátor / Chyba ve výrazu: Neočekávaný operátor / Chyba ve výrazu: Neočekávaný operátor / Chyba ve výrazu: Neočekávaný operátor / Chyba ve výrazu: Neočekávaný operátor / Chyba ve výrazu: Neočekávaný operátor / Chyba ve výrazu: Neočekávaný operátor / Chyba ve výrazu: Neočekávaný operátor / Chyba ve výrazu: Neočekávaný operátor / Chyba ve výrazu: Neočekávaný operátor / Chyba ve výrazu: Neočekávaný operátor / -1.0000-0 | 105533 Q26780028  | Kategorie „Platany v žehušickém parku“ na Wikimedia Commons               | V žehušickém parku jižně od pěšiny v blízkosti rybníčku. |
| Žíšovský dub                       | | Žíšov 49°54′19″ s. š., 15°3′58″ v. d.                                          | dub letní                                                             | 485 | 103966 Q26788996  |                                                                           | Na břehu Panského rybníka. |
| Buk ve žlebské bažantnici †        | | Žleby 49°52′58″ s. š., 15°27′46″ v. d.                                         | buk lesní                                                             | 311 | 104626 Q26789292  |                                                                           | V jihovýchodním okraji bažantnice u zpevněné cesty vedoucí od západního okraje Koukalky k západnímu okraji Zaříčan (pravděpodobně dřívější hráz rybníka). Při kontrole v lednu 2017 zjištěno radikální zhoršení zdravotního stavu stromu. Ochrana následně zrušena. |
| Buk ve žlebské oboře               | | Žleby 49°53′0″ s. š., 15°28′51″ v. d.                                          | buk lesní                                                             | 340 | 106036 Q26790646  |                                                                           | V oboře několik metrů za plotem u brány na konci cesty vedoucí od silnice na Zehuby. |
| Dub u Markovic                     | | Žleby 49°53′20″ s. š., 15°27′12″ v. d.                                         | dub letní                                                             | 620 | 103951 Q26788977  |                                                                           | V poli asi 500 m jižně od markovického dvora nedaleko Koudelovického potoka. Mohutný solitérní jedinec s víceméně pravidelnou korunou. Poranění od blesku, které kromě jedné z větví zasáhlo i úžlabí, které je až k bázi kmene poraněné oboustranně. Původně umístěná stříška již není, u báze kmene stopy po plodnicích sírovce žlutooranžového. |
| Dub ve žlebské bažantnici          | | Žleby 49°53′19″ s. š., 15°27′42″ v. d.                                         | dub letní                                                             | 560 | 103937 Q26788969  |                                                                           | V severní části žlebské bažantnice, asi 100 m západně od hájenky za hrázkou. V roce 2004 měl jednu hlavní větev a několik vedlejších. Kmen bez výraznějšího poškození, stav olistění dobrý, na listech hálky žlabatky Trigonaspis megaptera. Prosychání do 25 %. |
| Lípa ve Žlebech †                  | | Žleby                                                                          | lípa malolistá                                                        | 546 | 103948            |                                                                           | Na kraji obce ve směru od Čáslavi, za plotem zahrady čp.82. Strom se rozlomil při vichřici 25. června 2008. Na místě zbyl pouze pahýl 3 metry vysoký. Ochrana zrušena 17. července 2008. Strom míval krátký válcovitý silně žebernatý kmen rozdělený na více větví, vytvářející dojem srostlice kmenů. V roce 2004 duté větve od vrcholu silně prosychaly. U paty i v průběhu kmene pozorovány plodnice lesklokorky ploské. |
| Lipová alej ve Žlebech             | | Žleby 49°53′26″ s. š., 15°27′58″ v. d.                                         | lípa malolistá (237)                                                  | & Chyba ve výrazu: Neočekávaný operátor / Chyba ve výrazu: Neočekávaný operátor / Chyba ve výrazu: Neočekávaný operátor / Chyba ve výrazu: Neočekávaný operátor / Chyba ve výrazu: Neočekávaný operátor / Chyba ve výrazu: Neočekávaný operátor / Chyba ve výrazu: Neočekávaný operátor / Chyba ve výrazu: Neočekávaný operátor / Chyba ve výrazu: Neočekávaný operátor / Chyba ve výrazu: Neočekávaný operátor / Chyba ve výrazu: Neočekávaný operátor / Chyba ve výrazu: Neočekávaný operátor / Chyba ve výrazu: Neočekávaný operátor / Chyba ve výrazu: Neočekávaný operátor / Chyba ve výrazu: Neočekávaný operátor / -1.0000-0 | 103935 Q12033616  | Kategorie „Lipová alej ve Žlebech“ na Wikimedia Commons                   | Alej podél cesty od silnice ve Žlebech směrem k markovickému lomu. Na stromech nalezeny plodnice dřevokazných hub – choroš šupinatý, šupinovka kostrbatá, lesklokorka ploská. |
| Smrk ve žlebské oboře †            | | Žleby                                                                          | smrk ztepilý                                                          | 425 | 103936            |                                                                           | Na louce v jihovýchodní části žlebské obory. Strom zasažen a následně zapálen bleskem 12. června 2007. Ve kmeni vznikla dutina a smrk odumřel. Ochrana zrušena 21. května 2008. |